# (6051) Anaximène
(6051) Anaximène, désignation internationale (6051) Anaximenes, est un astéroïde de la ceinture principale.

## Description
(6051) Anaximène est un astéroïde de la ceinture principale. Il fut découvert par Eric Walter Elst le 30 janvier 1992 à La Silla. Il présente une orbite caractérisée par un demi-grand axe de 3,1834 UA, une excentricité de 0,1469 et une inclinaison de 18,1170° par rapport à l'écliptique.
Il fut nommé en hommage au philosophe grec Anaximène né vers 585 av. J.-C. mort vers 525 av. J.-C.

## Compléments